# Фусюен

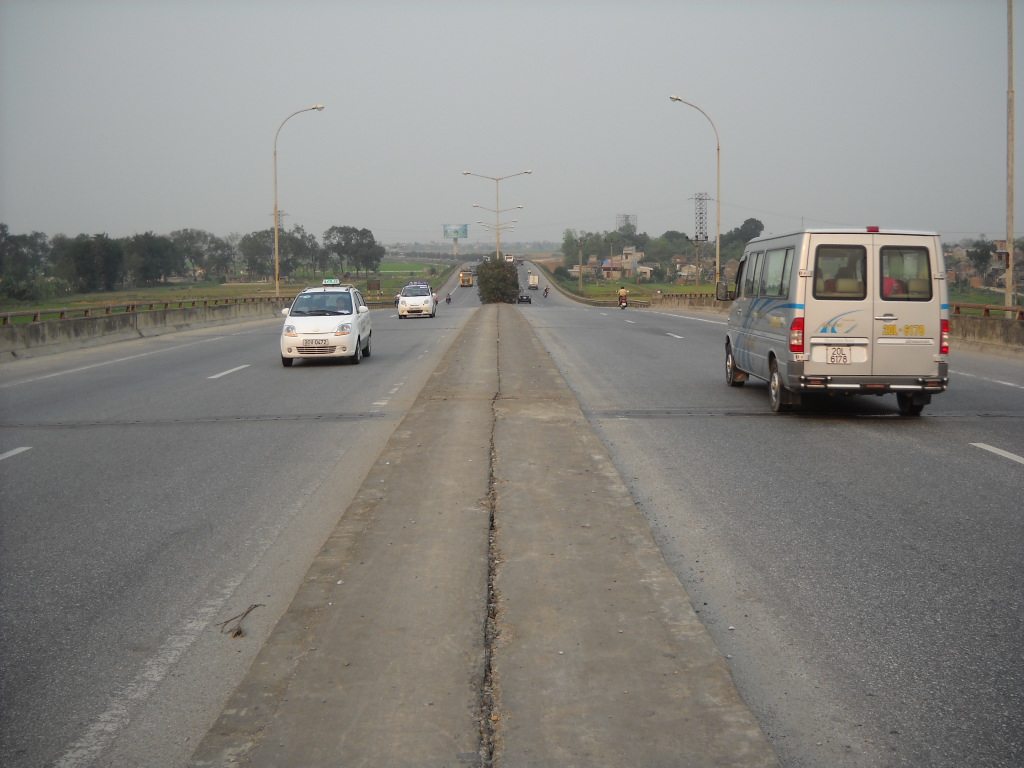
Шоссе в уезде Фусюен

Фусюен (вьет. Phú Xuyên) — сельский уезд Вьетнама, с 2008 года входящий в состав Ханоя. Площадь — 171 км², население — 184,5 тыс. человек, административный центр — город Фусюен.

## География
Уезд Фусюен расположен на юг от центра Ханоя. На западе он граничит с уездом Ынгхоа, на северо-западе — с уездом Тханьоай, на севере — с уездом Тхыонгтин, на востоке — с провинцией Хынгйен, на юге — с провинцией Ханам. Восточную границу уезда составляет река Хонгха.

## Административное деление
В настоящее время в состав уезда Фусюен входят два города (thị trấn) — Фусюен (вьет. Phú Xuyên) и Фуминь (вьет. Phú Minh), а также 26 сельских общин — Батьха (вьет. Bạch Hạ), Тяукан (вьет. Châu Can), Тюенми (вьет. Chuyên Mỹ), Дайтханг (вьет. Đại Thắng), Дайсюен (вьет. Đại Xuyên), Хоанглонг (вьет. Hoàng Long), Хонгминь (вьет. Hồng Minh), Хонгтхай (вьет. Hồng Thái), Кхайтхай (вьет. Khai Thái), Миньтан (вьет. Minh Tân), Намфонг (вьет. Nam Phong), Намчьеу (вьет. Nam Triều), Футук (вьет. Phú Túc), Фуйен (вьет. Phú Yên), Фуктьен (вьет. Phúc Tiến), Фыонгзык (вьет. Phượng Dực), Куангланг (вьет. Quang Lãng), Куангчунг (вьет. Quang Trung), Шонха (вьет. Sơn Hà), Танзан (вьет. Tân Dân), Тхюифу (вьет. Thụy Phú), Читхюи (вьет. Tri Thủy), Чичунг (вьет. Tri Trung), Ванхоанг (вьет. Văn Hoàng), Ваннян (вьет. Văn Nhân), Ванты (вьет. Vân Từ).

## Транспорт
По территории уезда Фусюен проходит национальное шоссе № 1А, соединяющее Лангшон с Камау (в пределах Большого Ханоя соединяет центр Ханоя с провинцией Ханам). Параллельно шоссе пролегает главная железнодорожная линия Вьетнама, соединяющая Ханой и Хошимин. По реке Хонгха осуществляется оживлённое судоходство. В пределах уезда Фусюен через реку нет ни одного моста, переправка на другой берег осуществляется с помощью лодок и небольших паромов.

## Экономика
В экономике уезда Фусюен преобладает сельское хозяйство, крестьяне поставляют на рынки Ханоя рис, овощи, фрукты, чай, молочные продукты, свинину, мясо птицы и пресноводную рыбу. В сельской местности развито плетение корзин, цветочных горшков, мебели, головных уборов и рамок для фотографий, а также производство кирпичей и черепицы. Планируется строительство большого завода по переработке отходов Ханоя.
В общине Дайсюен расположен промышленный парк (Hanoi Southern Supporting Industrial Park), в котором работают машиностроительные, электротехнические, текстильные, швейные, обувные предприятия. Южнее, в провинции Ханам, к парку примыкает большая промышленная зона Донгван (вьет. Đồng Văn), в которой работает часть местного населения.
Быстрое экономическое развитие привело к загрязнению окружающей среды, что в свою очередь негативно сказывается на здоровье жителей уезда.

## Культура
В общине Хонгминь проходит праздник деревни Анкок (вьет. An Cốc), который посвящён легендарному создателю бумаги Цай Луню (вьет. Thái Luân) и сопровождается обрядами культа предков, другими церемониями и угощением гостей (пироги с зелёной чечевицей, пироги из клейкого риса, орехи бетеля и вино). В деревне Фуньеу общины Куангчунг проводится праздник Батнао, посвящённый местным святым (Чыонг Конг, Кхань Конг, Тхань Чунг Тхань) и сопровождаемый пожертвованиями и молитвами о хорошем урожае риса. В деревне Шонтхань общины Шонха проходит местный праздник, посвящённый высокопоставленному мандарину династии Ли То Хьен Тханю (сопровождается жертвоприношениями и другими церемониями).
Деревня Суанла (вьет. Xuân La) является крупнейшим центром по производству фигурок и игрушек из клейкого риса. Храм Вьенминь, расположенный на территории уезда, является важным буддийским центром Вьетнама. 